# شرشره (کوهدشت)
شرشره (کوهدشت)، روستایی از توابع بخش درب گنبد شهرستان کوهدشت در استان لرستان ایران است.
مردم این روستا اکثرا از طایفه کاکاوند و لک زبان هستند.
این روستا از طبعیت بکر و زیبایی برخوردار می باشد و آب هوای بسیار مطلوبی دارد.

## جمعیت
این روستا در دهستان درب گنبد قرار دارد و براساس سرشماری مرکز آمار ایران در سال ۱۳۸۵، جمعیت آن ۷۱۰ نفر (۱۴۱خانوار) بوده‌است.